# 무게 중심 (기하학)
기하학에서 무게 중심(-中心, 영어: centroid, barycenter)은 주어진 도형 속 모든 점의 산술 평균이 되는 점이다. 이는 도형을 밀도가 균일한 물체로 보았을 때 .물리학에서의 무게 중심과 일치한다.:61, Remark 2.7.5.3

## 정의

### 유한 개의 점의 무게 중심
체 {\displaystyle F} 위의 아핀 공간 {\displaystyle A}가 주어졌고, 양의 정수 {\displaystyle n}이 {\displaystyle F}의 표수의 배수가 아니라고 하자. (예를 들어 {\displaystyle A}가 유클리드 공간이며 {\displaystyle n}은 임의의 양의 정수라고 가정할 수 있다.) 그렇다면 {\displaystyle n}개의 점 {\displaystyle a_{1},\dots ,a_{n}\in A}의 무게 중심은 다음을 만족시키는 유일한 점 {\displaystyle g\in A}로 정의된다.
{\displaystyle {\frac {1}{n}}\sum _{k=1}^{n}{\overrightarrow {ga_{k}}}={\vec {0}}}
즉, 임의의 {\displaystyle a\in A}에 대하여, 다음이 성립한다.
{\displaystyle g=a+{\frac {1}{n}}\sum _{k=1}^{n}{\overrightarrow {aa_{k}}}}
특히, {\displaystyle A}가 벡터 공간일 경우 다음이 성립한다.:75-77, Examples 3.4.2
{\displaystyle g={\frac {1}{n}}\sum _{k=1}^{n}a_{k}}

### 유한 개의 질점의 무게 중심
보다 일반적으로, 체 {\displaystyle F} 위의 아핀 공간 {\displaystyle A} 및 양의 정수 {\displaystyle n}이 주어졌고, {\displaystyle n}개의 점 {\displaystyle a_{1},\dots ,a_{n}\in A}의 질량 {\displaystyle w_{1},\dots ,w_{n}\in F}의 합이 {\displaystyle F}의 표수의 배수가 아니라고 하자. (예를 들어 {\displaystyle A}가 유클리드 공간일 경우 질량의 합이 0이 아니라고 하자.) 그렇다면 질점 {\displaystyle (a_{1},w_{1}),\dots ,(a_{n},w_{n})}의 무게 중심은 다음을 만족시키는 유일한 점 {\displaystyle g\in A}이다.:26, §I.4, Proposition 4.1
{\displaystyle \sum _{k=1}^{n}w_{k}{\overrightarrow {ga_{k}}}={\vec {0}}}
즉, 임의의 {\displaystyle a\in A}에 대하여, 다음이 성립한다.:26, §I.4, Proposition 4.1
{\displaystyle g=a+{\frac {\sum _{k=1}^{n}w_{k}{\overrightarrow {aa_{k}}}}{\sum _{k=1}^{n}w_{k}}}}
특히, {\displaystyle A}가 벡터 공간일 경우 다음이 성립한다.
{\displaystyle g={\frac {\sum _{k=1}^{n}w_{k}a_{k}}{\sum _{k=1}^{n}w_{k}}}}
유한 개의 점의 무게 중심은
{\displaystyle w_{1}=\cdots =w_{n}}
인 특수한 경우이다. 이를 질점들의 무게 중심과 구별하기 위해 등무게 중심(等-中心, 영어: equibarycenter)이라고 부르기도 한다.

### 영역의 무게 중심
유클리드 공간 {\displaystyle \mathbb {R} ^{d}}의 콤팩트 부분 집합 {\displaystyle K\subseteq \mathbb {R} ^{d}}가 {\displaystyle \operatorname {int} K\neq \varnothing }을 만족시킨다고 하자. 그렇다면 {\displaystyle K}는 르베그 가측 집합이며, {\displaystyle 0<\mu (K)<\infty }가 성립한다. 여기서 {\displaystyle \mu }는 {\displaystyle \mathbb {R} ^{d}} 위의 르베그 측도이다. 이 경우 {\displaystyle K}의 무게 중심은 다음과 같이 정의된다.:60, Proposition 2.7.5.1
{\displaystyle g={\frac {1}{\mu (K)}}\int _{K}x\mathrm {d} \mu }
보다 일반적으로, 밀도 함수 {\displaystyle w\colon K\to \mathbb {R} } ({\displaystyle \textstyle \int _{K}w(x)\mathrm {d} \mu \neq 0})가 부여되었을 때의 무게 중심은 다음과 같다.
{\displaystyle g={\frac {\int _{K}w(x)x\mathrm {d} \mu }{\int _{K}w(x)\mathrm {d} \mu }}}
영역의 무게 중심은 {\displaystyle w}가 상수 함수인 특수한 경우이다.

## 성질

### 결합 법칙
질점
{\displaystyle (a_{1},w_{1}),\dots ,(a_{n},w_{n})\in A\times K}
의 무게 중심은
{\displaystyle (a_{1},w_{1}),\dots ,(a_{k},w_{k})}
의 무게 중심과
{\displaystyle (a_{k+1},w_{k+1}),\dots ,(a_{n},w_{n})}
의 무게 중심의 질량 {\displaystyle \textstyle \sum _{j=1}^{k}w_{j}} 및 {\displaystyle \textstyle \sum _{j=k+1}^{n}w_{j}}에 대한 무게 중심과 같다.:27, Proposition 4.2 물론 이는 유한 번 반복할 수 있다. 특히, 체 {\displaystyle K}의 표수가 2나 3이 아닐 경우, 유한 개의 점의 무게 중심은 선분과 삼각형의 무게 중심으로 귀결된다.

### 아핀기하학적 성질
아핀 공간의 한 점을 원점으로 삼아 벡터 공간으로 만들었을 때, 질점의 무게 중심은 계수의 합이 1인 선형 결합이므로, 아핀기하학의 몇몇 개념은 무게 중심을 통해 서술할 수 있다.
아핀 공간 {\displaystyle A}의 부분 집합 {\displaystyle B\subseteq A}에 대하여, 다음 두 조건이 서로 동치이다.:79, Proposition 3.5.1
- 질점의 무게 중심에 대하여 닫혀있다.
- 부분 아핀 공간이다.

아핀 공간 {\displaystyle A}의 부분 집합 {\displaystyle B\subseteq A}에 대하여, 다음 두 조건이 서로 동치이다.:29, §I.5, Proposition 5.6
- 음이 아닌 질량의 질점의 무게 중심에 대하여 닫혀있다.
- 볼록 집합이다.

아핀 공간 {\displaystyle A}와 {\displaystyle B} 사이의 함수 {\displaystyle T\colon A\to B}에 대하여, 다음 두 조건이 서로 동치이다.:79, Proposition 3.5.2
- 질점의 무게 중심을 보존한다. 즉, 만약 {\displaystyle g}가 {\displaystyle (a_{k},w_{k})} ({\displaystyle 1\leq k\leq n})의 무게 중심이라면, {\displaystyle T(g)}는 {\displaystyle (T(a_{k}),w_{k})} ({\displaystyle 1\leq k\leq n})의 무게 중심이다.
- 아핀 변환이다.

## 예

### 선분
체의 표수가 2가 아닐 경우, 선분 {\displaystyle AB}의 두 끝점의 무게 중심 {\displaystyle M}을 선분 {\displaystyle AB}의 중점이라고 한다.:75-77, Examples 3.4.2 이 경우
{\displaystyle MA=MB}
가 성립한다.
3차원 유클리드 공간 {\displaystyle \mathbb {R} ^{3}} 속 선분의 두 끝점이 각각 {\displaystyle (x_{k},y_{k},z_{k})} ({\displaystyle k=1,2})이라고 할 때, 중점은
{\displaystyle \left({\frac {x_{1}+x_{2}}{2}},{\frac {y_{1}+y_{2}}{2}},{\frac {z_{1}+z_{2}}{2}}\right)}
이다.

### 삼각형

삼각형의 무게 중심의 도해

체의 표수가 3이 아닐 경우 삼각형의 세 꼭짓점의 무게 중심을 정의할 수 있다. 체의 표수가 2나 3이 아닐 경우, 삼각형 {\displaystyle ABC}의 세 꼭짓점의 무게 중심 {\displaystyle G}는 세 중선 {\displaystyle AD,BE,CF}의 교점이며, 각 중선의 중점에 더 가까운 삼등분점이다. 즉,
{\displaystyle AG/GD=BG/GE=CG/GF=2}
가 성립한다.:56, §2B, Theorem 2.7
정삼각형이 아닌 삼각형의 무게 중심은 외심, 구점원의 중심, 수심과 함께 오일러 직선 위의 점이다. 정삼각형의 무게 중심은 내심, 외심, 구점원의 중심, 수심과 일치한다.
유클리드 공간 속 삼각형의 세 꼭짓점의 무게 중심은 세 꼭짓점의 볼록 폐포의 무게 중심과 일치한다. 특히, {\displaystyle \mathbb {R} ^{3}} 속 삼각형의 무게 중심은 역학에서의 무게 중심과 일치한다.:57-58 즉, 뾰족한 물체이 꼭지 위에 밀도가 균일한 삼각형판을 세우되 꼭지 위에 무게 중심이 오게 하면, 삼각형판은 기울어지지 않고 평형을 유지한다. 그러나 삼각형의 경계의 무게 중심은 삼각형의 슈피커 중심이며, 이는 일반적으로 삼각형의 무게 중심과 일치하지 않는다.:58-59
3차원 유클리드 공간 {\displaystyle \mathbb {R} ^{3}} 속 삼각형의 세 꼭짓점이 각각 {\displaystyle (x_{k},y_{k},z_{k})} ({\displaystyle k=1,2,3})이라고 할 때, 세 꼭짓점의 무게 중심은
{\displaystyle \left({\frac {x_{1}+x_{2}+x_{3}}{3}},{\frac {y_{1}+y_{2}+y_{3}}{3}},{\frac {z_{1}+z_{2}+z_{3}}{3}}\right)}
이다.

### 사각형
사각형 {\displaystyle ABCD}의 네 꼭짓점 {\displaystyle A,B,C,D}의 무게 중심은 각 쌍의 대변의 중점을 잇는 2개의 선분과 두 대각선의 중점을 잇는 1개의 선분의 중점이자, 한 꼭짓점과 남은 세 꼭짓점의 무게 중심을 잇는 3개의 선분의 사등분점이다. 볼록 사각형의 네 꼭짓점의 무게 중심과 네 꼭짓점의 볼록 폐포의 무게 중심은 일반적으로 일치하지 않는다.:75-77, Examples 3.4.2

### 다포체
볼록 다포체의 모든 꼭짓점의 무게 중심과 모든 꼭짓점의 볼록 폐포의 무게 중심은 일반적으로 일치하지 않는다.

## 같이 보기
- 무게 중심 좌표
- 단면 일차 모멘트